# Pataguas Orilla
Pataguas Orilla es una localidad chilena ubicada en la comuna de Pichidegua, en la Región del Libertador General Bernardo O'Higgins. Su población se sustenta principalmente de la agricultura. La localidad se encuentra cercana al río Cachapoal, el cual desemboca en el Lago Rapel.

## Población Santa Victoria
Una de sus tantos lugares es la población Santa Victoria, la cual se adquirió en una compraventa el 2 de mayo de 1974, a don Manuel Solís Escobar.
El día 30 de julio se crea oficialmente la junta de vecinos nº 21 Población Santa Victoria, siendo su primer presidente don Abel Carvajal Cornejo.
Años más tarde, el 14 de agosto de 1992, se obtiene la personalidad jurídica con 41 socios presentes.
En julio de 1996 se inauguró la primera red de agua potable.
En marzo de 2012 se inauguró el alcantarillado.
La población también cuenta con una multicancha, una plaza, e iglesias.

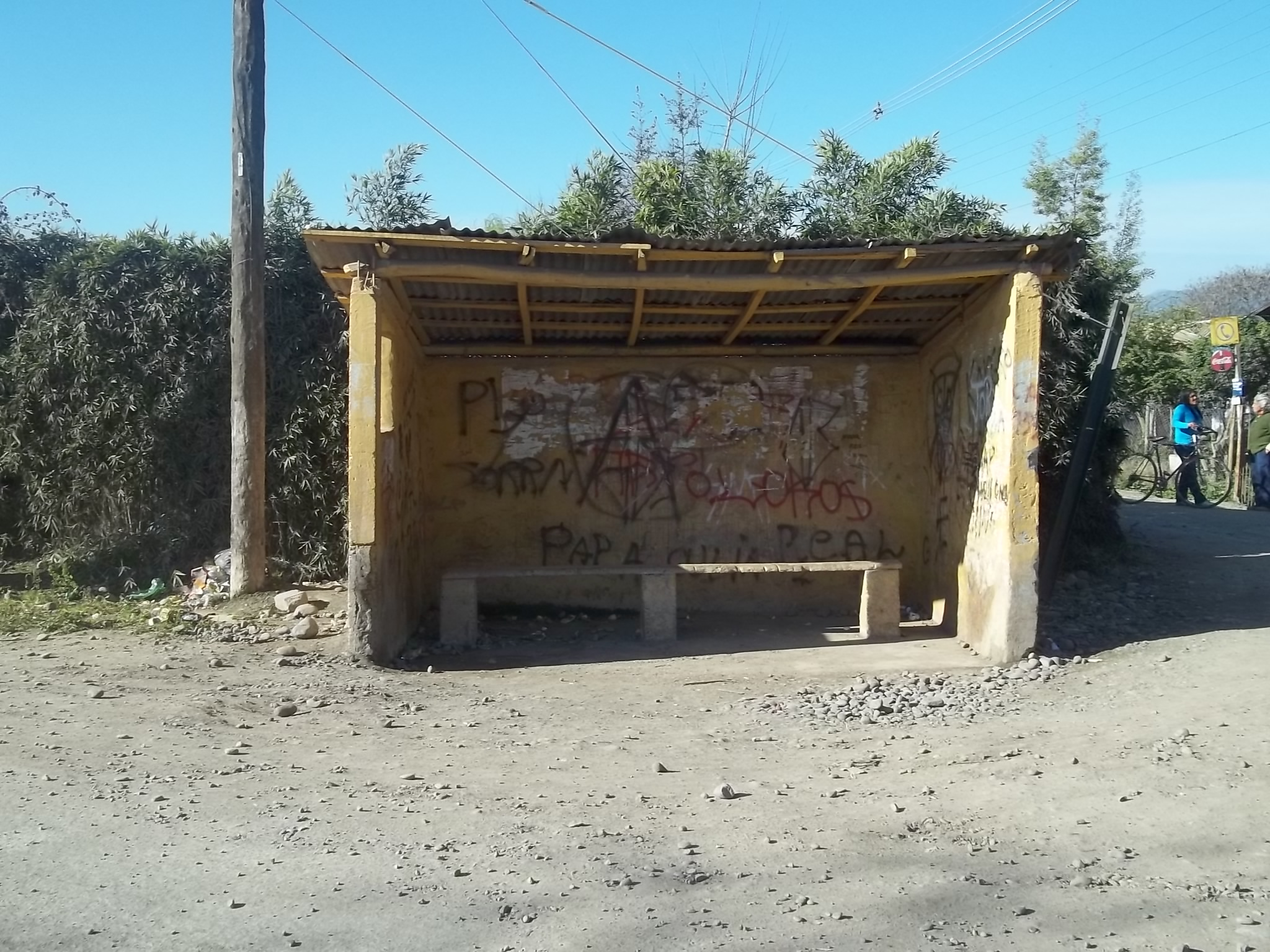
Uno de los lugares "míticos" de la población es la garita de la Población Santa Victoria.

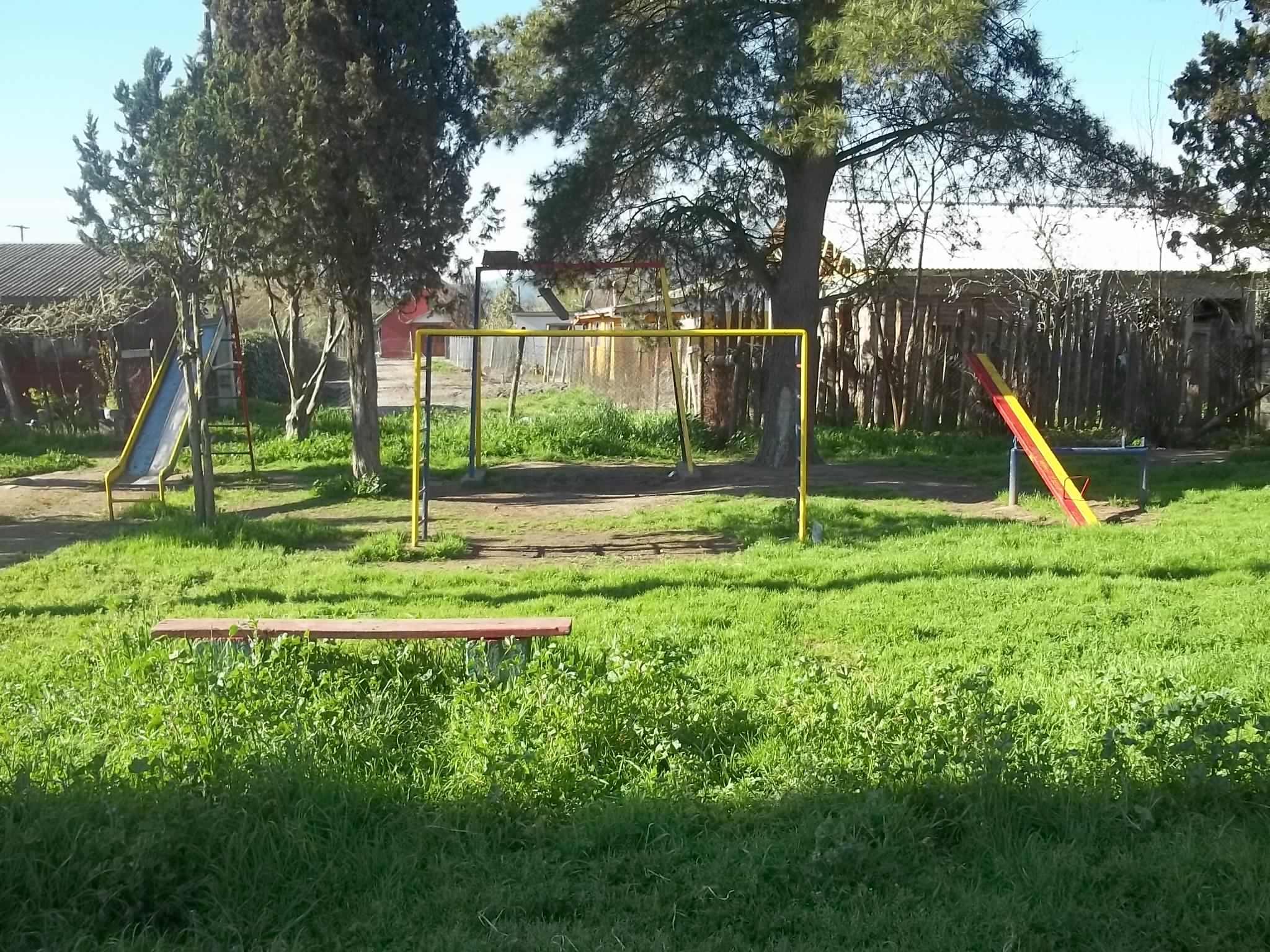
Plaza Población Santa Victoria.

## Educación
En la localidad, existe la Escuela Reino de Dinamarca, de carácter municipal.